# Frankrikes flagga
Frankrikes flagga är en trikolor med vertikala fält i färgerna blått, vitt och rött. Flaggan antogs under franska revolutionen den 15 februari 1794 och har proportionerna 2:3.

## Färger
| Schema  | Blå         | Vit           | Röd         |
| ------- | ----------- | ------------- | ----------- |
| Pantone | Reflex blue | Safe          | Red 032     |
| CMYK    | 100.48.0.36 | 0.0.0.0       | 0.73.78.6   |
| RGB     | (0,85,164)  | (255,255,255) | (239,65,53) |
| HEX     | #0055A4     | #FFFFFF       | #EF4135     |
| NCS     | S 2565 R80B | base colour   | S 0580 Y80R |

## Historik
Flaggan började användas 1794 under franska revolutionen och kom ifrån det officiella nationalkonventet den 27 pluviôse år 2 (15 februari 1794). Den kallas ofta helt enkelt för Trikoloren (franska:Le drapeau tricolore, "den trefärgade flaggan", kort: Le tricolore, "den trefärgade"), eftersom den är en trikolor. I den tidigaste versionen löpte färgerna horisontellt. Det ändrades, fortfarande under revolutionen, till vertikala fält (för att inte förväxlas med Nederländernas flagga) dock med det blå fältet ytterst. Eftersom flaggan i sin helhet inte syntes tydligt till sjöss, fick blått och rött byta plats så att det röda fältet istället hamnade längst ut. Flaggan kom snabbt att ses som en symbol för frihet, och har haft stort inflytande på andra länders flaggor. Efter Napoleons nederlag vid Waterloo försvann flaggan men återinfördes på 1830-talet, efter den bourbonska restaurationens slut. Flaggan används även som statsemblem då Frankrike saknar ett officiellt statsvapen.

## Bilder

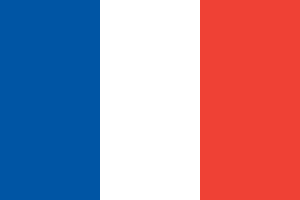
Franska flaggan med färgerna enligt RGB.